# NetBEUI
NetBEUI (англ. NetBIOS Extended User Interface) — розширений інтерфейс датаграмної передачі NetBIOS.
Комбінований протокол L3/L4, використовуваний як механізм передачі для NetBIOS на основі широкомовних розсилань. Цей протокол є реалізацією стандарту NetBIOS.
Транспортною частиною NetBEUI є NBF (NetBIOS Frame Protocol). Зараз замість NetBEUI звичайно застосовується NBT (NetBIOS over TCP/IP).
Як правило NetBEUI використається в мережах де немає можливості використати NetBIOS, наприклад у комп'ютерах із установленої MS-DOS.
Протокол NetBEUI забезпечує найвищу швидкість роботи, але через ряд властивих йому недоліків, таких як неможливість маршрутизації й сильна зашумленість у великій мережі, NetBEUI можна ефективно використати тільки в невеликих локальних мережах (IBM розробила протокол NetBEUI для локальних мереж, що містять порядку 20 — 200 робочих станцій). NetBEUI не піддається маршрутизації, тому він не дозволяє створювати глобальні мережі, поєднуючи кілька локальних мереж. Мережі, засновані на протоколі NetBEUI, легко реалізуються, але їх важко розширювати.